# Święto ABW
Święto ABW – polskie święto obchodzone 6 kwietnia przez Agencję Bezpieczeństwa Wewnętrznego, upamiętniające ustanowienie pakietu tzw. „pakietu ustaw policyjnych” w 1990 roku, w skład którego wchodziły:
- ustawa dnia 6 kwietnia 1990 r. o Policji (tekst ogłoszony: Dz.U. z 1990 r. nr 30, poz. 179);
- ustawa dnia 6 kwietnia 1990 r. o Urzędzie Ochrony Państwa (tekst ogłoszony: Dz.U. z 1990 r. nr 30, poz. 180), w miejsce której uchwalono obecnie obowiązującą ustawę z dnia 24 maja 2002 r. o Agencji Bezpieczeństwa Wewnętrznego oraz Agencji Wywiadu (Dz.U. z 2025 r. poz. 902);
- ustawa dnia 6 kwietnia 1990 r. o urzędzie Ministra Spraw Wewnętrznych (tekst ogłoszony: Dz.U. z 1990 r. nr 30, poz. 181)

oraz:
- ustawa dnia 12 października 1990 r. o Straży Granicznej (tekst ogłoszony: Dz.U. z 1990 r. nr 78, poz. 462).

Na mocy ustaw policyjnych powstał m.in. Urząd Ochrony Państwa – pierwsza cywilna służba specjalna III RP, której następcą jest ABW. 
Święto ABW zostało ustanowione w 2004 r. Obchody są okazją do podkreślenia szczególnych osiągnięć w służbie lub pracy na rzecz ochrony bezpieczeństwa wewnętrznego państwa i jego porządku konstytucyjnego. W uznaniu zasług może być nadana funkcjonariuszom oraz pracownikom Agencji Bezpieczeństwa Wewnętrznego Odznaka Honorowa imienia gen. Stefana Roweckiego „Grota” ustanowiona 5 kwietnia 2011 rozporządzeniem Rady Ministrów. Centralny Ośrodek Szkolenia ABW obrał za swojego patrona właśnie gen. Stefana Roweckiego. 